# 蘊謙戒琬
蘊謙戒琬（うんけん かいわん、1610年（万暦38年） - 1673年（寛文13年））は、江戸時代前期に中国の明から渡来した僧。

## 生涯
若くして出家し、17歳の時、木庵性瑫の居る開元寺に入寺した。
1649年（慶安2年）、長崎に住む泉州出身の華僑らの招請によって、来日して当時は無住となっていた福済寺の住持に就任した。
1656年（明暦2年）に木庵が来日すると、寺の住持の座を譲り、蘊謙自身は寺の監寺の任を担った。
1660年（万治3年）、木庵が摂津国の普門寺に去ると、住持に復帰した。
その後の蘊謙は、摂津の普門寺と宇治の萬福寺とを訪れた以外は、ほぼ長崎を動かず、福済寺の住持を続けた。
1672年（寛文12年）、木庵の弟子であり、同じく中国僧であった慈岳に住持の座を譲って、桑蓮居に隠退した。
1673年（寛文13年）6月に没した。享年64。